# Hilde Classen
Hilde Classen (* 23. August 1920) ist eine deutsche Schauspielerin und Hörspielsprecherin.

## Filmographie (Auswahl)
- 1943: Tolle Nacht
- 1948: Die kupferne Hochzeit
- 1952: Das kann jedem passieren
- 1953: Rate mit – reise mit!

## Hörspiele
- 1953: Max Frisch: Rip van Winkle – Regie: Walter Ohm (Original-Hörspiel, BR/RB/SWF)
- 1954: Wilhelm Herzog: Die Affaire Dreyfus – Regie: Walter Ohm (BR)
- 1954: Friedrich Dürrenmatt: Stranitzky und der Nationalheld – Regie: Walter Ohm (BR)
- 1954: Karl Richard Tschon: Rockefeller Plaza – Regie: Walter Ohm (Original-Hörspiel, BR)
- 1954: Hellmut von Cube, Marcel Aymé: Garou-Garou – Regie: Walter Ohm (BR)
- 1955: Karl Heintz: Bayerisches Hörspiel: Der Räuber Bim – Regie: Hanns Cremer (BR)